# 南海紗廠
南海紗廠有限公司，簡稱南海紗廠（英語：SOUTH SEA TEXTILE MANUFACTURING COMPANY LIMITED，港交所除牌時0250.HK），在1948年由唐翔千家族創立，位於荃灣西約、毗鄰青山公路一帶對出的填海地上。股份在1964年7月20日，曾於香港交易所主板上市。
業務當時經營生產及銷售紡織製品，而在1991年，鑑於紡織市場進一步萎縮，已易手給于品海。其後在4月2日，更名為南海發展有限公司（中國數碼信息有限公司前身）。

## 歷史
在1970年代初紡織業較為興盛時候，被譽為東南亞大廠的南海紗廠有2000員工。而南海廠內，還設有工讀制中學（南海英文書院）、飯堂、球場和圖書館等，有醫療室、宿舍和廠車。而紗廠在中環也有辦公室，位於公爵行（Edinburg House）（現置地廣場）。在紡織業蓬勃時期，公司政策是利潤的10%作為員工花紅，用工資底數平均分，因此員工可以在年尾拿到共13個月的花紅，即每年出25個月糧。年尾時候，很多推銷員也會到辦公室推銷保險、相機、甚至汽車。
由於香港地產業於1970年代後期開始發展，南海紗廠亦於1978年6月，標售其設於荃灣的廠房一部分用地，並於兩個月後由長江實業為首財團以9,300萬港元投得，重建為「東南工業大廈」及「江南工業大廈」。至於剩餘廠房亦分別於1979年11月與1982年，售予長實、會德豐及怡和洋行合組的財團，以及該廠與長實轄下國際城市集團合組的另一財團，翌年起至1985年間拆卸，重建為麗城花園，而該廠於1984年12月遷往屯門自建廠房繼續經營。
然而，由於香港工業日漸式微（尤其是紡織業），該廠最終於1991年9月（即易手後近半年）全面撤出香港，並遷往菲律賓繼續經營。

## 軼事及事件
- 1956年10月11日，此廠連同同區另外數間紡織廠，於當時的雙十暴動中受到波及[13]。
- 1974年4月3日，時任港督麥理浩為首的政府代表團曾參觀南海紗廠，並獲時任董事長唐驥千在內高層迎接[14]。
- 1979年12月24日早上約10時37分，南海紗廠內一座9層高貨倉發生火警，無人受傷[15]。